# Новомарковское сельское поселение
Новомарковское сельское поселение — муниципальное образование в Кантемировском районе Воронежской области.
Административный центр — село Новомарковка.

## Административное деление
Состав поселения:
- село Новомарковка,
- село Попасное.